# كارثة نهر الكونغو
وقعت كارثة نهر الكونغو في 15 فبراير 2021 عندما غرقت سفينة في نهر الكونغو بالقرب من كينشاسا بجمهورية الكونغو الديمقراطية، مما أسفر عن مقتل 60 شخصًا على الأقل.

## الأحداث
واجه قارب نهري صعوبات بالقرب من قرية لونغولا إيكوتي في مقاطعة ماي ندومبي، عُثر على 300 ناجٍ ولكن لا يزال 240 شخصًا في عداد المفقودين.
قال وزير الأعمال الإنسانية، ستيف مبيكايي مابولوكي، إن أكثر من 700 شخص كانوا على متن البارجة وقت وقوع الحادث.